# 鄧恩鎮區 (北卡羅萊納州富蘭克林縣)
鄧恩鎮區（英語：Dunn Township）是位於美國北卡羅萊納州富蘭克林縣的一個鎮區。

## 地方資料
鄧恩鎮區的面積為126.90平方千米，皆為陸地。根據2020年美國人口普查的數據，當地共有人口9317人，而人口密度為每平方千米73.42人。